# 乌斯秋尔特高原

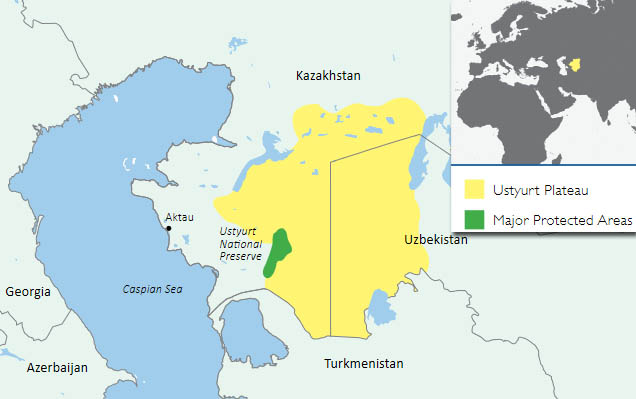
黄色部分为高原

乌斯秋尔特高原，位于中亚乌兹别克斯坦和哈萨克斯坦、在咸海和里海之间的一个高原。乌斯秋尔特高原大约有20万平方公里，平均海拔为150米。主要由石质荒漠构成。

## 簡介
在2100萬年前，乌斯秋尔特高原是特提斯洋一部分，該海洋在500萬年前逐漸乾涸。故現今在高原上能夠發現鸚鵡螺等古海洋生物的化石。由於此地是岩漠地形且為温带沙漠氣候，該地年溫差極大，夏冬兩季可相差攝氏80度。在成千上萬年的風化侵蝕下，乌斯秋尔特高原有許多被稱為裂縫的懸崖，裂縫有粉、藍、白等顏色，是當地的特色景觀。
近兩千年來，此地一直是饲养羊和骆驼的游牧民族牧場之一。當地有許多被稱為「沙漠風箏」的箭頭型石陣，在第一次世界大战時被飛行員發現，因狀似風箏而得名。這些石陣約有兩千年的歷史，推測是為狩獵而建造。
乌斯秋尔特高原有約千種生物生存，包含高鼻羚羊稀有動植物。21世紀以來的開發、石油開採破壞了當地環境及生物的棲息地。哈薩克在1984年於曼吉斯套州設立烏斯秋爾特自然保護區，以教育等方式與當地居民共同維護環境。